# Arcomage
Arcomage is een zogenaamd minigame dat is verwerkt in twee computerspellen uit de Might and Magic serie. In zowel Might and Magic VII: For Blood and Honor als Might and Magic VIII: Day of the Destroyer komt dit spel voor. 
Arcomage werd ontworpen door Stickman Games. Het spel werd verkocht aan 3DO.

## Het spel
In MMVII en MMVIII is Arcomage een onderdeel van het verhaal van het spel, in die zin dat karakters een taverne binnen kunnen gaan en een potje Arcomage kunnen spelen om geld te winnen. Ook bevatten beide spellen een zoektocht die inhoudt dat je als speler in alle tavernes in het land een potje Arcomage moet winnen. 
Behalve dat Arcomage in MMVII en MMVIII voorkomt bracht 3DO Company het spel in 2000 ook uit als een losstaand computerspel. In dit spel kan een speler het opnemen tegen een computertegenstander. Ook kunnen twee spelers tegen elkaar spelen via een LAN of TCP/IP.

## Manier van spelen
Arcomage neemt de vorm aan van een tabletopspel voor twee spelers. Elke speler heeft een deck van kaarten, een “toren” en een “muur” en een aantal andere variabelen die bepalen of ze winnen of verliezen en welke kaarten ze kunnen spelen. Omdat Might and Magic een singleplayer spel is neemt een speler het in MMVII en MMVIII altijd op tegen een computergestuurde tegenstander, wat het gemakkelijk maakt om te winnen. 
Per beurt kan een speler:
- het juiste aantal kaarten trekken zodat hij zes kaarten vasthoudt (een of meer kaarten kunnen zijn weggegooid in de vorige beurt).
- Kaarten spelen of weggooien, afhankelijk van de opties. In sommige situaties is weggooien de enige mogelijkheid, omdat de speler dan niet de juiste hoeveelheid "gems", "bricks" en "rekruits" heeft om die kaart te spelen.
- Als hun gekozen kaart het toestaat nogmaals spelen of een kaart kiezen en die weggooien.

Elke taverne heeft zijn eigen regels die bepalen wanneer een speler gewonnen heeft. Daarom moeten spelers hun stijl aanpassen aan verschillende situaties.
Naast een Toren, een Muur en een deck vol kaarten heeft elke speler ook:
- "Quarry" (mijn) – bepaalt hoeveel "bricks" (bakstenen) een speler elke beurt krijgt.
- "Bricks" (bakstenen) – bedoeld om brick kaarten te spelen.
- "Magic" (magie) – bepaalt hoeveel "gems" (edelstenen) elke beurt worden verkregen.
- "Gems" (edelstenen) – zijn voor gem kaarten.
- "Dungeon"(kerker) – bepaalt hoeveel "rekruits" (rekruten) een speler per beurt krijgt)
- "Recruits" (rekruten) – zijn voor rekruit kaarten.

Arcomage bevat een groot aantal kaarten. Elk met hun eigen naam, effecten en afbeelding. Verschillende kaarten zijn toegevoegd aan het standaard deck uit Might and Magic. Voorbeelden:
- Faerie (rekruit kaart)
- Porticulus (brick kaart)
- Sanctuary (gem kaart)